# Lévy-eloszlás
A valószínűségszámítás elméletében és a statisztika területén a Lévy-eloszlás olyan folytonos valószínűség-eloszlás, mely nem negatív valószínűségi változókra érvényes.
Az eloszlás Paul Pierre Lévy francia matematikusról kapta a nevét.
A Lévy-eloszlás az inverz gamma-eloszlás speciális esete.
A Lévy-eloszlás azon kevés eloszlások közé tartozik, melyeket stabil eloszlásnak neveznek.
Ilyenek még a normális eloszlás, és a Cauchy-eloszlás, melyeknek általában nincs analitikusan kifejezhető valószínűség sűrűségfüggvényük.

Sűrűségfüggvény különböző c-kre

## Alkalmazása
- Geomágneses jelenségek közel Lévy-eloszlást követnek
- A Brown mozgáskor egy pont Lévy-eloszlás szerint mozog
- Zavaros közegben egy foton pályája Lévy-eloszlást mutat[1]

## Definíció
A sűrűségfüggvény a {\displaystyle x\geq \mu } tartományban:
{\displaystyle f(x;\mu ,c)={\sqrt {\frac {c}{2\pi }}}~~{\frac {e^{-{\frac {c}{2(x-\mu )}}}}{(x-\mu )^{3/2}}}}
ahol {\displaystyle \mu } a helyparaméter, és  {\displaystyle c} a skálaparaméter.
A kumulatív eloszlásfüggvény:
{\displaystyle F(x;\mu ,c)={\textrm {erfc}}\left({\sqrt {\frac {c}{2(x-\mu )}}}\right)}
ahol {\displaystyle {\textrm {erfc}}(z)} a hibafüggvény.
A  {\displaystyle \mu } helyparaméter hatására a görbe {\displaystyle \mu } értékkel eltolódik jobbra.
A Lévy-eloszlásnak, mint minden stabil eloszlásnak, van egy standard formája f(x;0,1), melynek a következő jellemző tulajdonsága van:
{\displaystyle f(x;\mu ,c)dx=f(y;0,1)dy\,}
ahol y:
{\displaystyle y={\frac {x-\mu }{c}}\,}
A karakterisztikus függvény:
{\displaystyle \varphi (t;\mu ,c)=e^{i\mu t-{\sqrt {-2ict}}}.}
A stabil eloszlásoknál a karakterisztikus függvényt {\displaystyle \alpha =1/2}, és {\displaystyle \beta =1} esetekre fel lehet írni:
{\displaystyle \varphi (t;\mu ,c)=e^{i\mu t-|ct|^{1/2}~(1-i~{\textrm {sign}}(t))}.}
Feltételezve, hogy a {\displaystyle \mu =0}, az nik momentum az eltolatlan Lévy-eloszlásnál:
{\displaystyle m_{n}\ {\stackrel {\mathrm {def} }{=}}\ {\sqrt {\frac {c}{2\pi }}}\int _{0}^{\infty }{\frac {e^{-c/2x}\,x^{n}}{x^{3/2}}}\,dx}
mely divergál minden n> 0 esetében, így a Lévy-eloszlás momentumai nem léteznek.
A momentum generáló függvény:
{\displaystyle M(t;c)\ {\stackrel {\mathrm {def} }{=}}\ {\sqrt {\frac {c}{2\pi }}}\int _{0}^{\infty }{\frac {e^{-c/2x+tx}}{x^{3/2}}}\,dx}
mely t>0-nál divergál, ezért nem definiálható zéró közeli tartományokban, és ezért nem definiálható saját magában.
Mint minden stabil eloszlásnál, kivéve a normális eloszlást, a sűrűségfüggvény “szárnyai” viselkedése:
{\displaystyle \lim _{x\rightarrow \infty }f(x;\mu ,c)={\sqrt {\frac {c}{2\pi }}}~{\frac {1}{x^{3/2}}}.}
Ezt az alábbi ábra mutatja, ahol a sűrűségfüggvény látható különböző c és {\displaystyle \mu =0} értékek mellett, log-log ábrázolásban:

Sűrűségfüggvény különböző c értékeknél

## Kapcsolódó eloszlások
- Ha {\displaystyle X\sim {\textrm {Levy}}(\mu ,c)\,}, akkor {\displaystyle kX+b\sim {\textrm {Levy}}(k\mu +b,kc)\,}
- Ha {\displaystyle X\,\sim \,{\textrm {Levy}}(0,c)}, akkor {\displaystyle X\,\sim \,{\textrm {Inv-Gamma}}({\tfrac {1}{2}},{\tfrac {c}{2}})} (inverz gamma eloszlás)
- A Lévy-eloszlás 5. tipusú Pearson-eloszlás
- Ha {\displaystyle Y\,\sim \,{\textrm {Normal}}(\mu ,\sigma ^{2})} (Normális eloszlás), akkor {\displaystyle {(Y-\mu )}^{-2}\sim \,{\textrm {Levy}}(0,1/\sigma ^{2})}
- Ha {\displaystyle X\sim {\textrm {Normal}}(\mu ,{\tfrac {1}{\sqrt {\sigma }}})\,} , akkor {\displaystyle {(X-\mu )}^{-2}\sim {\textrm {Levy}}(0,\sigma )\,}
- Ha {\displaystyle X\,\sim \,{\textrm {Levy}}(\mu ,c)}, akkor {\displaystyle X\,\sim \,{\textrm {Stable}}(1/2,1,c,\mu )\,} (Stabil eloszlás)
- Ha {\displaystyle X\,\sim \,{\textrm {Levy}}(0,c)} akkor {\displaystyle X\,\sim \,{\textrm {Scale-inv-}}\chi ^{2}(1,c)} (Skálázott inverz khí-négyzet eloszlás)
- Ha {\displaystyle X\,\sim \,{\textrm {Levy}}(\mu ,c)}, akkor {\displaystyle {(X-\mu )}^{-{\tfrac {1}{2}}}\sim \,{\textrm {FoldedNormal}}(0,1/{\sqrt {c}})} (Féloldalas normális eloszlás)

## Jellemzők
- Tartomány ={\displaystyle x\in [\mu ,\infty )}
- Sűrűségfüggvény ={\displaystyle {\sqrt {\frac {c}{2\pi }}}~~{\frac {e^{-{\frac {c}{2(x-\mu )}}}}{(x-\mu )^{3/2}}}}
- Kumulatív eloszlás f. ={\displaystyle {\textrm {erfc}}\left({\sqrt {\frac {c}{2(x-\mu )}}}\right)}
- Várható érték ={\displaystyle \infty }
- Medián ={\displaystyle c/2({\textrm {erfc}}^{-1}(1/2))^{2}\,}, for {\displaystyle \mu =0}
- Módusz  ={\displaystyle {\frac {c}{3}}}, for {\displaystyle \mu =0}
- Szórásnégyzet ={\displaystyle \infty }
- Ferdeség =nem definiált
- Lapultság = nem definiált
- Entrópia ={\displaystyle {\frac {1+3\gamma +\ln(16\pi c^{2})}{2}}}

ahol {\displaystyle \gamma } az Euler-állandó
- Momentgeneráló függvény = nem definiált
- Karakterisztikus függvény={\displaystyle e^{i\mu t-{\sqrt {-2ict}}}}